# Monteleone Sabino
Monteleone Sabino é uma comuna italiana da região do Lácio, província de Rieti, com cerca de 1.272 habitantes. Estende-se por uma área de 18 km², tendo uma densidade populacional de 71 hab/km². Faz fronteira com Frasso Sabino, Poggio Moiano, Poggio San Lorenzo, Rocca Sinibalda, Torricella in Sabina.

## Demografia
| Variação demográfica do município entre 1861 e 2011                               |
|                                                                                   |
| Fonte: Istituto Nazionale di Statistica (ISTAT) - Elaboração gráfica da Wikipedia |